# Пуебла де Ваљбона
Пуебла де Ваљбона (шп. Puebla de Vallbona) град је у Шпанији у аутономној заједници Валенсијанска Заједница у покрајини Валенсија. Према процени из 2017. у граду је живело 23 403 становника.

## Становништво
Према процени, у граду је 2017. живело 23 403 становника.
| 2001. | 2007.  | 2010.  | 2017.  |
| ----- | ------ | ------ | ------ |
| 8.411 | 10.312 | 11.195 | 23.403 |